# Вишњов
Вишњов (слч. Višňov) насељено је мјесто са административним статусом сеоске општине (слч. obec) у округу Требишов, у Кошичком крају, Словачка Република.

## Становништво
| Година:    | 1994. | 2004.   | 2014.   | 2024.   |
| ---------- | ----- | ------- | ------- | ------- |
| Број људи: | 240   | 219     | 228     | 246     |
| Разлика:   |       | -8,75 % | +4,10 % | +7,89 % |

| Година:    | 2023. | 2024.   |
| ---------- | ----- | ------- |
| Број људи: | 242   | 246     |
| Разлика:   |       | +1,65 % |

Према подацима о броју становника из 2011. године насеље је имало 247 становника.